# Уайлемский Дилли
Уайлемский Дилли (англ. Wylam Dilly) — второй среди самых старых в мире сохранившихся паровозов.

## История
Паровоз был построен около 1815 года Уильямом Хедли и Тимоти Хеквортом для Кристофера Блэкетта, владельца Уайлемских копей, расположенных западнее Ньюкасла-на-Тайне, для перевозки угля по Уайлемской железной дороге.
Нагрузка на ось в первоначальном двухосном варианте оказалась слишком велика для литых из чугуна уголковых рельсов, и в 1815 году паровоз был переделан в четырёхосный, в каковом виде проработал до замены чугунных рельсов на железные современного профиля в 1830 году.
В 1822 году паровоз был временно установлен на лодке, снабжён гребными колёсами и переправлял штрейкбрехеров через Тайн.
В 1862 году паровоз перевели на Крэгхедские угольные копи. После списания паровоз был в 1883 году подарен Эдинбургскому музею наук и искусств (ныне Шотландский государственный музей), в экспозиции которого и пребывает. Аналогичный чуть более ранний паровоз «Пыхтящий Билли» находится в лондонском Музее науки.
До глубокого исследования в 2008 году предполагалось, что именно «Уайлемский Дилли», а не «Пыхтящий Билли», является старейшим сохранившимся паровозом. Результаты упомянутого исследования продемонстрировали, что «Дилли» содержит конструктивные усовершенствования, сделанные по опыту постройки и эксплуатации «Билли», которые в «Билли» не содержатся.

## Конструкция

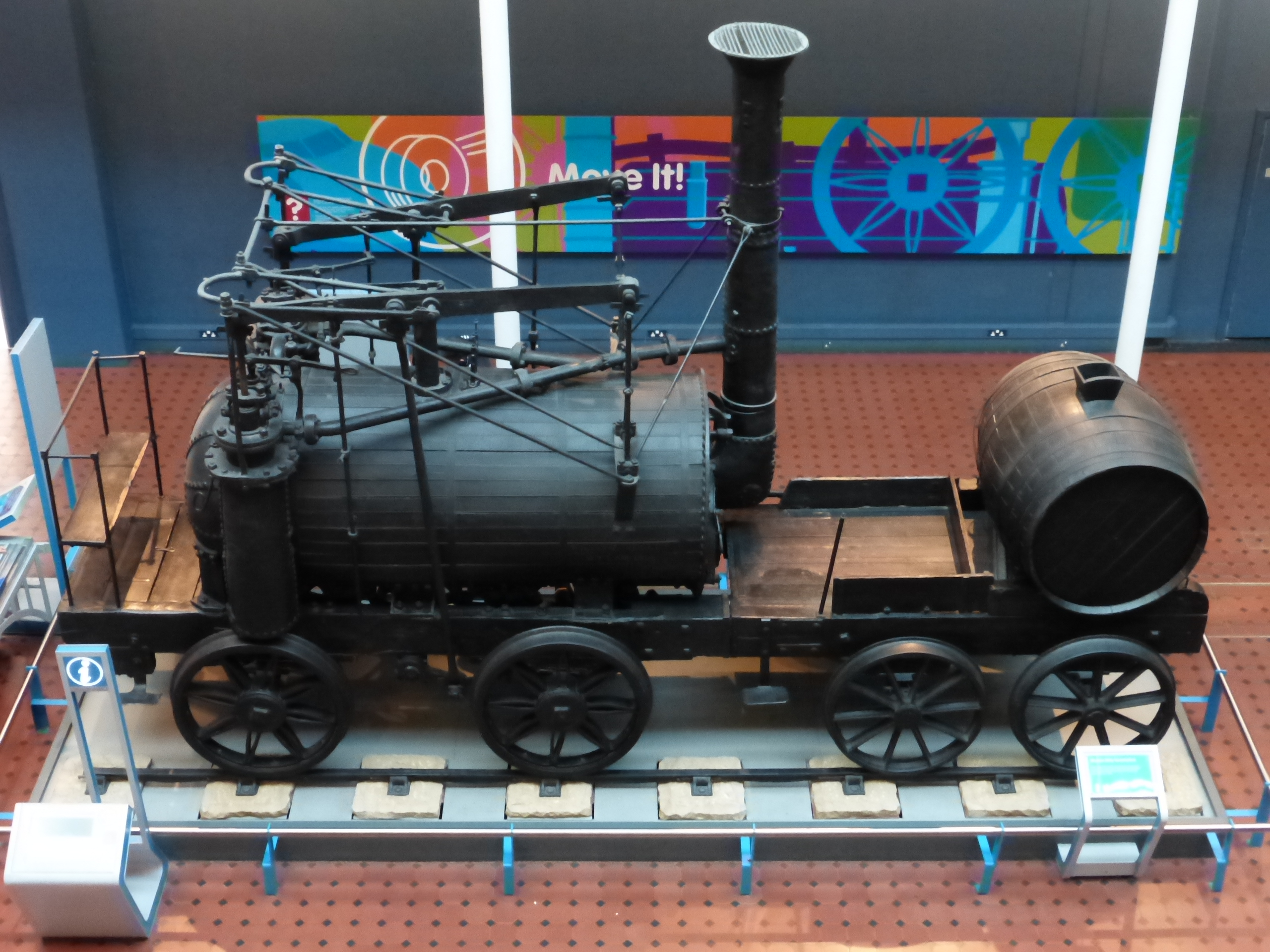
«Уайлемский Дилли» в экспозиции музея

Две ведущие оси паровоза связаны с кривошипным валом посередине при помощи зубчатых колёс. Кривошипный вал приводится во вращение коромысловой паровой машиной с двумя вертикальными цилиндрами диаметром 9 дюймов (229 мм) при ходе поршня 36 дюймов (914 мм). Парораспределение — золотниковое.
Котёл паровоза — с U-образной жаровой трубой и топкой под дымовой трубой. Выхлоп отработанного пара в дымовую трубу увеличивает интенсивность тяги в топке.